# Karl Patterson Schmidt

Karl Patterson Schmidt (unten rechts) und seine Familie (Weihnachten 1950)

Karl Patterson Schmidt (* 19. Juni 1890 in Lake Forest, Illinois; † 26. September 1957 in Chicago) war ein US-amerikanischer Herpetologe.

## Leben
Karl Patterson Schmidt wurde als Sohn des deutschstämmigen Professors George W. Schmidt und seiner Frau Margaret Patterson Schmidt in Lake Forest, Illinois geboren. Schmidts Vater war Lehrkraft in Lake Forest, bevor die Familie 1907 nach Wisconsin übersiedelte. Sie lebten auf einer Farm in der von Nähe von Stanley, wo Schmidts Mutter und sein jüngerer Bruder Franklin J. W. Schmidt, der sich auf dem Gebiet des Wildlife Managements einen Namen machte, am 7. August 1935 bei einem Brand ums Leben kamen.
Von 1913 bis 1916 absolvierte Karl Patterson Schmidt ein Biologie- und Geologiestudium an der Cornell University, das er mit dem Grad eines Bachelor of Arts abschloss. 1915 entwickelte er während eines viermonatigen Traningskurses bei der Perdee Oil Company in Louisiana seine Vorliebe für die Herpetologie. 1916 unternahm er seine erste geologische Expedition in die Provinz Santo Domingo im Süden der Dominikanischen Republik.
Von 1916 bis 1922 arbeitete er als wissenschaftlicher Assistent unter den Herpetologen Gladwyn Kingsley Noble und Mary Cynthia Dickerson in der Abteilung für Herpetologie am American Museum of Natural History in New York. 1922 wurde er Assistenzkurator für Reptilien und Amphibien am Field Museum of Natural History in Chicago. Von 1922 bis 1934 unternahm er mehrere herpetologische Expeditionen nach Mittelamerika, Südamerika und in die Karibik, darunter 1922 nach Puerto Rico, 1923 nach Honduras, 1926 nach Brasilien und von 1933 bis 1934 nach Guatemala. Von 1937 bis 1949 war er Herausgeber des herpetologischen und ichthyologischen Fachjournals Copeia. 1938 diente er in der US Army. 1941 erhielt er den Posten des Chefkurators am Field Museum, den er bis zu seiner Pensionierung im Jahre 1955 innehielt. 1951 wurde er in die American Academy of Arts and Sciences gewählt, 1956 in die National Academy of Sciences.
1957 starb Karl Patterson Schmidt an den Folgen des Bisses einer jungen Boomslang, die ihm von Marlin Perkins (der zu der Zeit der Direktor des Lincoln Park Zoos in Chicago war) zur Untersuchung in sein Labor in das Field Museum in Chicago gesandt wurde. Da er die Schlange für zu jung hielt, um im Falle eines Bisses tödlich zu wirken, war er unvorsichtig und hielt die Schlange zu weit hinter deren Kopf. Vom Zeitpunkt des Bisses am Nachmittag des 25. Septembers bis zu seinem Tod führte er ein Protokoll, in dem er den Fortschritt seiner Vergiftung beschrieb, weiterhin davon überzeugt, die Sache zu überleben. Der letzte Eintrag des Protokolls ist auf den Vormittag des 26. Septembers datiert; gegen 14:00 fiel Karl P. Schmidt ins Koma und verstarb um 15:15 am 26. September 1957.
Schmidt war einer der herausragendsten Herpetologen des 20. Jahrhunderts. Obwohl er nur wenige Arten selbst entdeckte, verfasste er die wissenschaftlichen Erstbeschreibungen von über 200 Taxa (darunter 69 Arten von Reptilien). Er schrieb über 200 Artikel und Bücher, darunter Living Reptiles of the World (deutsch: Knaurs Tierreich in Farben: Reptilien), das international sein erfolgreichstes Buch wurde.

## Dedikationsnamen
Nach Karl Patterson Schmidt sind unter anderem folgende Taxa benannt: Amphisbaena schmidti, Anolis schmidti, Urosaurus ornatus schmidti, Typhlops schmidti, Batrachuperus karlschmidti und Eleutherodactylus karlschmidti.

## Werke (Auswahl)
- Homes and Habits of Wild Animals (1934).
- Our Friendly Animals and When They Came (1938).
- Field Book of Snakes of the United States and Canada mit Delbert Dwight Davis. (1941).
- Principles of Animal Ecology mit Warder Clyde Allee und Alfred Edwards Emerson (1949).
- A Check List of North American Amphibians and Reptiles (1953).
- Living Reptiles of the World mit Robert Frederick Inger (1957). (Deutsch: Knaurs Tierreich in Farben: Reptilien, Droemersche Verlagsanstalt München/Zürich, 1969.)